# 東一宮
東一宮（ひがしいちのみや）は岡山県津山市にある地名。郵便番号は708-0814。

## 概要
津山市内の町・大字別の人口で最も多く、2010年時点では小田中、小原に次ぐ3番手だった。新しい団地などの影響により、若い世代の流入が多く、人口の伸びが著しい地域である。2005年の国勢調査では2866人だったものが、調査方法は違うとは言え、2010年の津山市調べで3435人、同津山市調査の年齢5歳階級、町別の人口では35-39歳がもっとも多く397人、また人口上位を0-9歳を含むそれ以下が多く占め、逆に65歳以上は階級別で見て、軒並み2桁の人口しかおらず、全体的に若者の多い地域と言える。

## 地理
横野川・宮川が流れ、一宮地区の東端に位置する。

### 河川
- 横野川
- 宮川

## 歴史

### 沿革
- 1872年 - 東一宮里方村上組（東一宮村里方上組）、東一宮里方村下組（東一宮村里方下組）、東一宮山方村東組（東一宮村山方東組）、東一宮山方村西組（東一宮村山方西組）が合併、東一宮村となる。
- 1886年 - 東一宮村が東一宮村と東一宮山方村に分村。
- 1889年6月1日 - 町村制施行に伴い、東南条郡東一宮村が、東一宮山方村と合併して東一宮村となる。元の東一宮村は大字東一宮となり、役場が置かれる。
- 1900年4月1日 - 東南条郡が東北条郡、西西条郡、西北条郡と合併し、苫田郡となる。
- 1951年4月1日 -東一宮村が苫田郡一宮村と合併し、新たに一宮村となる。

## 世帯数と人口
2021年（令和3年）1月1日現在の世帯数と人口は以下の通りである。
| 町丁   | 世帯数    | 人口    |
| ------ | --------- | ------- |
| 東一宮 | 1,667世帯 | 4,310人 |

## 小・中学校の学区
市立小・中学校に通う場合、学区は以下の通りとなる。
| 番地 | 小学校             | 中学校             |
| ---- | ------------------ | ------------------ |
| 全域 | 津山市立一宮小学校 | 津山市立北陵中学校 |

## 交通

### 道路
- 岡山県道68号津山加茂線

## 施設
- 津山市立一宮小学校
- ザグザグ東一宮店
- コメリ津山東一宮店
- 一宮駐在所

## 東一宮と西一宮
現在津山市に東一宮はあるが西一宮はない。しかし、かつて津山市になる前の一宮村には西一宮があり、現在の津山市一宮に当たる。また東一宮山方も存在したが、津山市への編入時に山方と改称している。